# لوکمان ژابرایلوف
لوکمان ژابرایلوف (روسی: Лукман Зайнайдиевич Жабраилов؛ زادهٔ ۲۷ آوریل ۱۹۶۲) کشتی‌گیر کشتی آزاد اهل اتحاد جماهیر شوروی و مولداوی بود.
وی در مسابقات کشوری و بین‌المللی در مجموع برندهٔ ۲ مدال طلا، ۱ مدال نقره، ۱ مدال برنز شده‌است.